# 金吝勸
金吝勸（1978年1月20日—），韓國男演員。

## 演出作品

### 電視劇
- 2000年：SBS《醫學中心》
- 2000年：MBC《仙甘島》
- 2001年：MBC《戀人們》
- 2003年：MBC《我的麻煩男友》
- 2003年：SBS《刑事》
- 2004年：MBC《早安子》
- 2004年：SBS《新人間市場》
- 2007年：SBS《外科醫生奉達熙》飾演 朴在範
- 2009年：SBS《原來是美男》飾演 馬勳易
- 2010年：MBC《我一成不變的生活》
- 2012年：JTBC《無子無懮》飾演 素瑛的相親男（客串）
- 2016年：SBS《回來吧大叔》飾演 金英洙
- 2017年：tvN《她愛上了我的謊》飾演 奉元斌
- 2017年：tvN《犯罪心理》飾演 安尚哲
- 2019年：KBS《僅此一次的愛情》飾演 厚
- 2020年：tvN《謗法》飾演 金必成
- 2020年：KBS《契約友情》飾演 禹泰正
- 2020年：tvN《哲仁王后》飾演 萬福(待令熟手)
- 2021年：OCN《Times》飾演 都英宰
- 2021年：KBS《戀慕》飾演 楊文秀
- 2022年：JTBC《Cleaning Up》飾演 千德圭
- 2022年：JTBC《模範刑警2》飾演 李成坤（公車司機）
- 2023年：MBC《木偶的季節》飾演 玉神／李應出
- 2023年：KBS《為你心動》飾演 高羊弇
- 2023年：TVING《残酷的实习生》飾演 蘇帝燮
- 2024年：Netflix《寄生獸：灰色部隊》飾演 姜元石
- 2024年：SBS《来自地狱的法官》飾演 具萬道
- 2025年：SBS《鬼宮》飾演 金應順

### 電影
- 1998年：《松魚》
- 2000年：《薄荷糖》
- 2000年：《Anarchists》
- 2000年：《恐怖計程車》
- 2001年：《我的老婆是老大》
- 2002年：《Shivski》（自導自演）
- 2002年：《隔凶殺人》
- 2003年：《去火星的男人》
- 2003年：《留長髮的女孩》
- 2003年：《英語完全征服》
- 2004年：《藉著雨點說愛你》
- 2004年：《緣份的天梯》
- 2005年：《異共》
- 2007年：《我的父親》
- 2007年：《我的雙面女友》
- 2007年：《劈腿女王》
- 2008年：《宿命》
- 2009年：《海雲臺》
- 2009年：《迷情密碼》
- 2010年：《鄰家男孩》
- 2010年：《難兄難弟》
- 2010年：《超能力者》
- 2011年：《快遞驚魂》
- 2011年：《登陸之日》
- 2012年：
- 2012年：
- 2012年：《摩天樓》
- 2013年：《全國歌唱比賽》
- 2014年：《神賜之人》
- 2014年：《神之一手》
- 2014年：《千術之神》
- 2014年：《如此美好》
- 2015年：《喜馬拉雅》
- 2016年：《仁川登陸戰》
- 2016年：《古山子，大東輿地圖》
- 2017年：《爸爸是女兒》
- 2017年：《順兒》
- 2018年：《Be-Bop-A-Lula》
- 2018年：《背叛的薔薇》
- 2018年：《物怪 (電影)（英语：Monstrum）》
- 2019年：《再次，春天（朝鲜语：다시, 봄）》飾演 振哲
- 2019年：《長沙里之戰：被遺忘的英雄》飾演 柳泰錫
- 2019年：《還在相愛嗎？（朝鲜语：아직 사랑하고 있습니까?）》飾演 吳英旭
- 2019年：《揪團玩到掛》
- 2021年：《咒術屍戰》

### MV
- 2004年：Wanted《發作》

## 獲獎
- 2003年：KBS演技大賞－男子獨幕特輯獎
- 2009年：第18屆釜日電影獎－男配角獎（海雲臺）
- 2012年：第3屆年度電影獎－配角獎（登陸之日）

## 腳註
1. ↑  [역시 고향… 해운대 덕에 밥 묵네요” “역시 고향… 해운대 덕에 밥 묵네요”]

## 外部連結
- 金吝勸的X（前Twitter）